# 舍什馬河
舍什馬河是俄羅斯的河流，位於韃靼斯坦共和國和薩馬拉州，屬於卡馬河的左支流，發源自列寧諾戈爾斯克以南28公里，最終注入古比雪夫水庫，河道全長259公里，流域面積6,040平方公里，在每年11月至12月開始結冰，直至翌年4月。